# Heuchera halstedii
Heuchera halstedii är en stenbräckeväxtart som beskrevs av Per Axel Rydberg. Heuchera halstedii ingår i släktet alunrötter, och familjen stenbräckeväxter. Inga underarter finns listade i Catalogue of Life.